# São Pedro de Alvito
São Pedro de Alvito is een plaats (freguesia) in de Portugese gemeente Barcelos en telt 549 inwoners (2001).

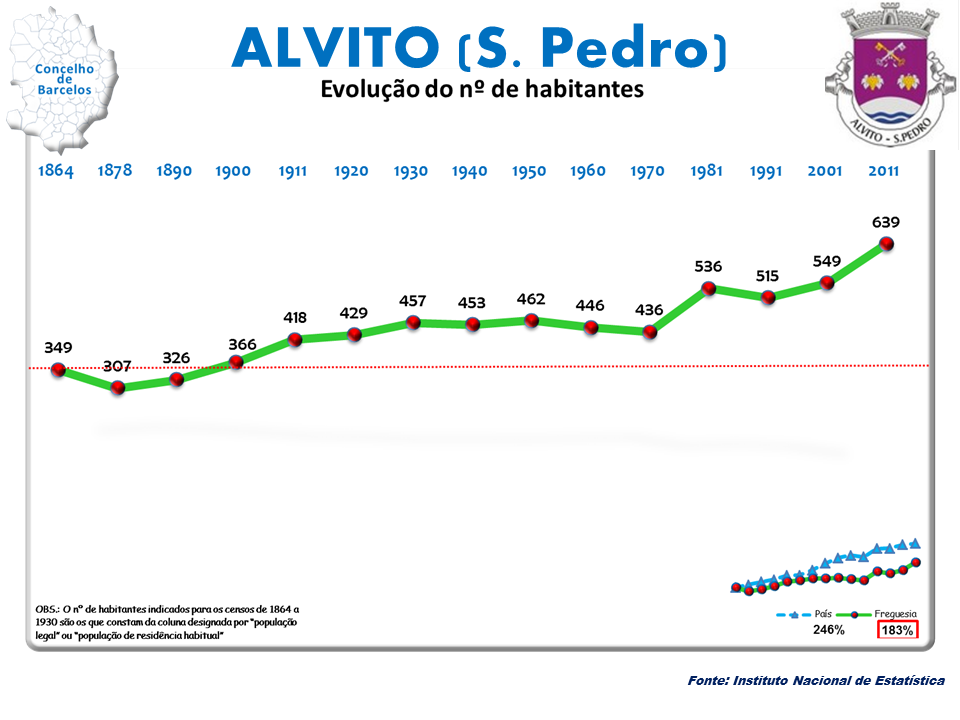
Bevolkingsontwikkeling tussen 1864 en 2011